# Irmtraud von Andrian-Werburg
Irmtraud Freifrau von Andrian-Werburg (* 9. November 1943 in Mainz als Irmtraud Liebeherr; † 20. April 2019 in Nürnberg) war eine deutsche Historikerin; sie war Archivdirektorin im Germanischen Nationalmuseum in Nürnberg.

## Leben und Wirken
Irmtraud von Andrian-Werburg, Tochter eines Bankmanagers, studierte Geschichte und absolvierte die Ausbildung zum höheren Archivdienst. Sie war seit 1982 mit dem Archivar Klaus von Andrian-Werburg († 2004) verheiratet.
Im Germanischen Nationalmuseum in Nürnberg wurde sie 1986 als Nachfolgerin von Ludwig Veit Archivdirektorin. Hier setzte sie sich bis zu ihrer Pensionierung 2008 vor allem für das 1964 gegründete Archiv für Bildende Kunst ein, das 2008 in Deutsches Kunstarchiv umbenannt wurde. Sie war Ehrenmitglied der Oswald von Wolkenstein-Gesellschaft.

## Veröffentlichungen (Auswahl)
- 350 Jahre Pegnesischer Blumenorden: 1644–1994. Ausstellungskatalog. Verlag des Germanischen Nationalmuseums, Nürnberg 1994. ISBN 978-3-926982-36-0.
- Karl Hartung: Werke und Dokumente. Ausstellungskatalog. Verlag des Germanischen Nationalmuseums, Nürnberg 1998. ISBN 3-926982-54-3.
- Die Benediktinerabtei Wessobrunn (= Germania sacra. Neue Folge, Bd. 39). De Gruyter, Berlin/New York 2001. ISBN 978-3-11-016912-6.  (Digitalisat).
- Das Germanische Nationalmuseum: Gründung und Frühzeit. Ausstellungskatalog. Verlag des Germanischen Nationalmuseums, Nürnberg 2002. ISBN 3-926982-86-1.
- Heinz Trökes: Werke und Dokumente. Ausstellungskatalog. Verlag des Germanischen Nationalmuseums, Nürnberg 2003. ISBN 3-926982-94-2.